# Kristus och äktenskapsbryterskan (Rembrandt)
Kristus och äktenskapsbryterskan (nederländska: Christus en de overspelige vrouw) är en oljemålning av den nederländske konstnären Rembrandt. Den målades 1644 och ingår i National Gallerys samlingar i London sedan museets etablering 1824. 
Målningen skildrar Kristus och äktenskapsbryterskan, en episod ur Johannesevangeliet (8:1–11) i Nya testamentet som berättar om när Jesus undervisade i templet i Jerusalem. Fariséerna och de skriftlärda, som kände sig hotade av Jesus popularitet, förde till honom en gråtande kvinna som ertappats med äktenskapsbrott. De hoppades att han skulle svara på ett sätt som stred mot den judiska lagen. Målningen visar ögonblicket när de alla väntar på Jesus svar och om han ska vädja om barmhärtighet eller upprätthålla lagen; en man sätter fingret mot läpparna för att tysta åhörarna. 
Jesus svar är ett av Bibelns mest berömda citat: "Den av er som är fri från synd skall kasta första stenen på henne". När fariséerna hörde hans svar dämpades deras upprymdhet och en efter en gick de därifrån. När endast kvinnan var kvar sa Jesus till henne: "Inte heller jag dömer dig. Gå nu, och synda inte mer."